# ギルマー郡 (ウェストバージニア州)

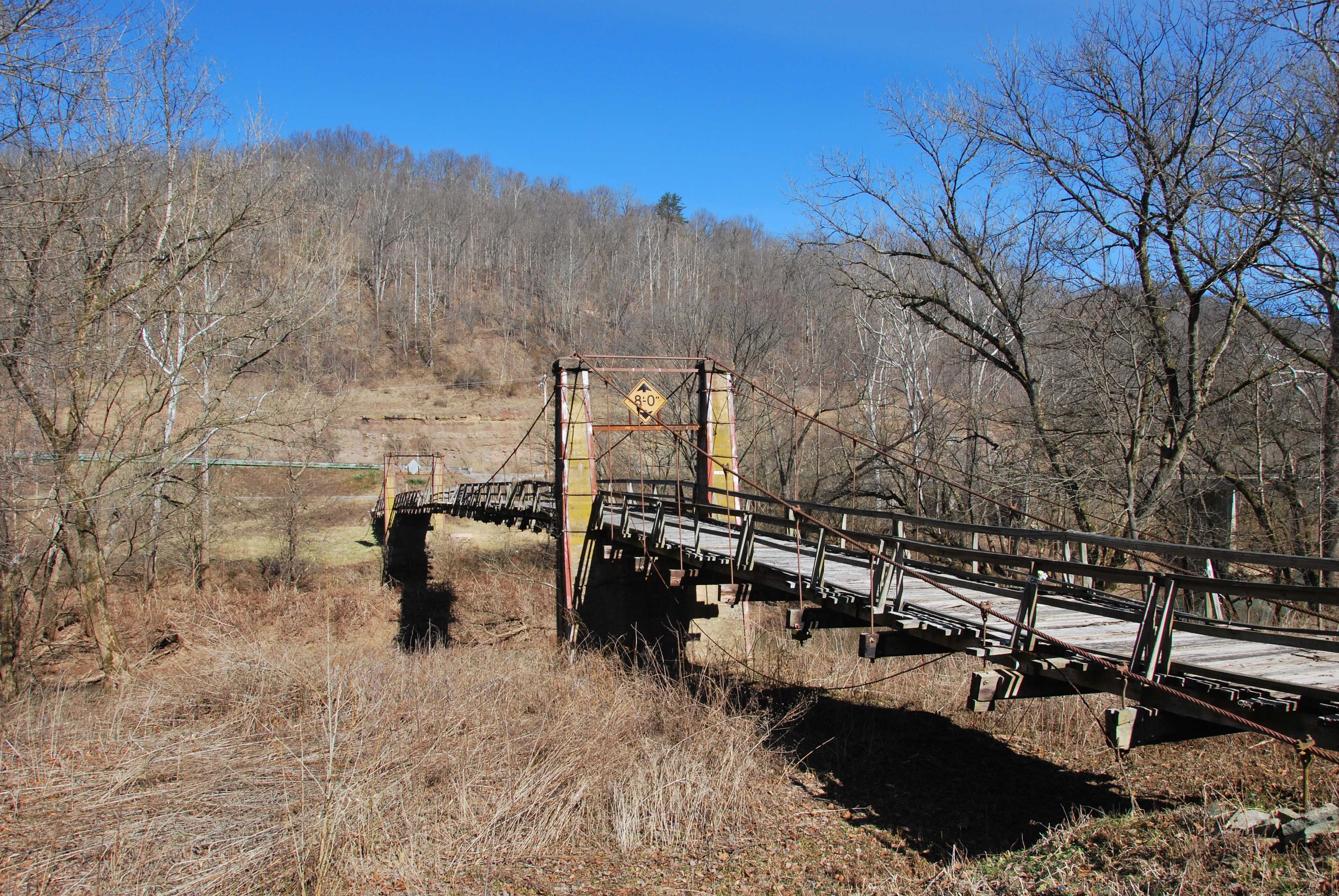
ダックラン吊り橋

ギルマー郡（英: Gilmer County）は、アメリカ合衆国ウェストバージニア州の中央部に位置する郡である。2010年国勢調査での人口は8,693人であり、2000年の7,160人から21.4%増加した。郡庁所在地はグレンビル町（人口1,537人）であり、同郡で人口最大の町でもある。ギルマー郡は1845年に、ルイス郡とカナー郡の一部を合わせて設立され、郡名は、1840年から1841年までバージニア州知事を務めたトマス・ウォーカー・ギルマーに因んで名付けられた。ギルマーは後にアメリカ合衆国下院議員となり、ジョン・タイラー大統領の政権では海軍長官を務めた。
郡内にあるシーダークリーク州立公園では、キャンプ、狩猟、釣り、ハイキングを楽しむことができる。ウェストバージニア州フォーク祭が毎年6月に開催されている。グレンビル州立カレッジには地域に開かれたセンターや最新式の図書館があり、また州内にいたインディアンの手彫り鳥の収集品を展示している。ギルマー郡レクリエーションセンターには、小さなゴルフコース、会議集会場、宿泊所がある。
郡内には国が認めた歴史的建造物が10か所ある。メディアとしては、新聞の「グレンビル・デモクラット/パスファインダー」、地域雑誌の「トゥーレーン・リビン」がある。ウェストバージニア州道5号線沿いにあるギルマー連邦矯正施設は中程度警備の男性刑務所であり、郡内最大の雇用主でもある。
2010年時点で、郡内には交通信号がグレンビルの町内に1か所あるのみである。

## 地理
アメリカ合衆国国勢調査局に拠れば、郡域全面積は340平方マイル (880.6 km2)であり、このうち陸地340平方マイル (880.6 km2)、水域は0平方マイル (0 km2)で水域率は0.01%である。

### 主要高規格道路
- アメリカ国道33号線/アメリカ国道119号線
- ウェストバージニア州道5号線
- ウェストバージニア州道18号線
- ウェストバージニア州道47号線
- ウェストバージニア州道74号線
- *  州間高速道路79号線（郡内に出口は無い）

### 隣接する郡
- ドッドリッジ郡 - 北
- ルイス郡 - 東
- ブラクストン郡 - 南
- カルフーン郡 - 西
- リッチー郡 - 北西

## 人口動態
以下は2000年国勢調査による人口統計データである。
| 基礎データ - 人口: 7,160人 - 世帯数: 2,768 世帯 - 家族数: 1,862 家族 - 人口密度: 8人/km2（21人/mi2） - 住居数: 3,621軒 - 住居密度: 4軒/km2（11軒/mi2） 人種別人口構成 - 白人: 97.33% - アフリカン・アメリカン: 0.91% - ネイティブ・アメリカン: 0.20% - アジア人: 0.57% - 太平洋諸島系: 0.01% - その他の人種: 0.10% - 混血: 0.88% - ヒスパニック・ラテン系: 0.70% 年齢別人口構成 - 18歳未満: 20.3% - 18-24歳: 16.4% - 25-44歳: 24.5% - 45-64歳: 23.5% - 65歳以上: 15.3% - 年齢の中央値: 37歳 - 性比（女性100人あたり男性の人口） - 総人口: 101.1 - 18歳以上: 101.4 | 世帯と家族（対世帯数） - 18歳未満の子供がいる: 28.2% - 結婚・同居している夫婦: 54.4% - 未婚・離婚・死別女性が世帯主: 8.6% - 非家族世帯: 32.7% - 単身世帯: 25.5% - 65歳以上の老人1人暮らし: 12.3% - 平均構成人数 - 世帯: 2.43人 - 家族: 2.92人 収入と家計 - 収入の中央値 - 世帯: 22,857米ドル - 家族: 28,685米ドル - 性別 - 男性: 25,497米ドル - 女性: 15,353米ドル - 人口1人あたり収入: 12,498米ドル - 貧困線以下 - 対人口: 25.9% - 対家族数: 20.2% - 18歳未満: 27.7% - 65歳以上: 8.9% |

## 都市と町

### 法人化町
- グレンビル - 郡庁所在地
- サンドフォーク

次のリストは郡内の未編入町であるが、これで全てではない。

### 未編入の町
- ボールドウィン
- シーダービル
- コックスミルズ
- ギルマー
- レターギャップ
- リン
- ノーマンタウン
- ローズデール
- ショック
- スカウツミルズ
- スタンプタウン
- タナー
- トロイ